# Vörðufell (berg i Island, Norðurland vestra, lat 65,16, long -18,56)
Vörðufell är ett berg på Island. Det ligger i regionen Norðurland vestra, 190 km nordost om huvudstaden Reykjavík. Toppen på Vörðufell är 795 meter över havet, eller 91 meter över den omgivande terrängen. Bredden vid basen är 2,2 km.
Trakten runt Vörðufell är nära nog obefolkad, med mindre än två invånare per kvadratkilometer. Det finns inga samhällen i närheten. Trakten runt Vörðufell består i huvudsak av gräsmarker.